# Liédson
Liédson da Silva Muniz (eller bare Liédson) (født 17. december 1977 i Cairu, Brasilien) er en brasiliansk tidligere fodboldspiller, der blev nationaliseret portugiser, og som spillede som angriber. Han spiller for Flamengo. Han har spillet for Corinthians i to omgange, senest siden januar 2011. Tidligere har han spillet for Coritiba og Flamengo samt Sporting Lissabon i Portugal.
Med Sporting blev Liédson portugisisk pokalvinder i både 2007 og 2008.

## Landshold
Liédson blev i 2009 nationaliseret portugiser, og fik sin landskampsdebut for Portugals landshold den 5. september samme år i en VM-kvalifikationskamp mod Danmark i København. Her scorede han kort før tid på et hovedstød der sikrede portugiserne 1-1. Han står (pr. februar 2011) noteret for 14 landskampe og fire scoringer. Han deltog ved VM i 2010 i Sydafrika.